# Fyter Fest (2019)
Fyter Fest е първото pay-per-view шоу от поредицата AEW Fyter Fest, продуцирано от американската кеч федерация All Elite Wrestling (AEW) съвместно с Community Effort Orlando (CEO). Провежда се в събота, 29 юни 2019 г. в Оушън Център в Дейтона Бийч, Флорида, заедно с тазгодишното събитие за бойни игри на CEO.

## Обща информация
Името, слоганът и логото на шоуто пародират измамния Fyre Festival. Събитието се излъчва безплатно в услугата B/R Live в Северна Америка и е достъпно чрез pay-per-view в международен план. Това е второто издание на кеч шоу на CEO в Оушън Център, след предходната година CEO×NJPW: When Worlds Collide, което е съвместно спонсорирано с японската федерация New Japan Pro-Wrestling (NJPW).
Картата включва девет мача, включително три на предварителното шоу Buy In. В главния мач Джон Моксли побеждава Джоуи Джанела в несанкциониран мач. В другите важни мачове, The Elite (Кени Омега, Мат Джаксън и Ник Джаксън) побеждават Lucha Brothers (Пентагон Джуниър и Рей Феникс) и Ларедо Кид в отборен мач от шест човека, а Коуди Роудс срещу Дарби Алин завършва при времево равенство.

### Билети и отзиви
Продадени са около 4200 билета за шоуто с около 5000 зрители. Според Дейв Мелцър от бюлетина на Wrestling Observer, това число е „страхотно за компания без телевизионно шоу и над това, което хаус шоутата с такъв размер правят дори WWE.“ На американския BR Live, Fyter Fest записва първоначално общо 350 000 зрители, въпреки че средният брой зрители на BR Live по време на самото шоу е 140 000. На неамериканските пазари има около 14 000 интернет покупки от pay-per-view чрез FITE TV, „много добре“ според Мелцър.
Мелцър също пише, че Fyter Fest "получи като цяло благоприятна реакция". Elite срещу Ларедо Кид и Lucha Bros е най-добре оцененият мач с 4,50 звезди. Моксли-Джанела, оценен с 4,25 звезди е „страхотен за това, което беше“: мач с „изключително шокиращи места“. Следващите мачове с най-висок рейтинг са отборният мач преди шоуто и Коуди-Дарби Алин с 3,75 звезди. Мачовете преди шоуто на Али-Бейтс и Наказава-Джибейли получават "по-голямата част от негативността", но ударът със стола на Шон Спиърс срещу Коуди също получава "възмущението" на феновете.
Голяма част от дискусията след шоуто се дължи на ударът с незащитен стол, който Коуди Роудс отнася в главата си от Шон Спиърс след мача му с Дарби Алин, което налага поставянето на 12 хирургически скоби, като Джим Рос споменава в ефир за дългосрочни опасения за здравето на Роудс. Мат Джаксън и Ник Джаксън твърдят в интервю след събитието, че столът е бил "фалшив", за да направи така, че ударът да изглежда незащитен (като същевременно остава в безопасност), но нещо се е объркало, причинявайки разкъсване на главата. AEW получава критики от хора от индустрията, че позволява това поради опасения за травма на главата и хронична енцефелопатия. За разлика от тях, WWE забранява ударите със стол по главата след двойното убийство и самоубийството на Крис Беноа.

## Резултати
| Роля        | Име                            |
| ----------- | ------------------------------ |
| Коментатори | Джим Рос (PPV)                 |
| Коментатори | Екскалибур (Преди шоуто + PPV) |
| Коментатори | Голдънбой (Преди шоуто + PPV)  |
| Коментатори | Логън Сама (Преди шоуто)       |
| Коментатори | Кип Сейбиън (Фатална четворка) |
| Конферансие | Джъстин Робъртс                |
| Съдии       | Обри Едуардс                   |
| Съдии       | Брайс Ремсбърг                 |
| Съдии       | Рик Нокс                       |

| №                                                                                     | Резултати | Правила | Време |
| ------------------------------------------------------------------------------------- | --- | --- | ----- |
| 1П                                                                                    | Best Friends (Чък Тейлър и Трент Берета) поб. SoCal Uncensored (Франки Казариан и Скорпио Скай) и Private Party (Айсая Касиди и Марк Куин) | Троен отборен мач За напредък на All Out за възможност за прескачане на първи кръг в турнира за Световните отборни титли на AEW | 16:00 |
| 2П                                                                                    | Aли поб. Лева Бейтс (с Питър Авалон) | Индивидуален мач | 8:50  |
| 3П                                                                                    | Майкъл Наказава поб. Алекс Джибейли | Хардкор мач | 9:30  |
| 4                                                                                     | Шима поб. Кристофър Даниелс | Индивидуален мач | 9:40  |
| 5                                                                                     | Рихо поб. Юка Саказаки и Найла Роус | Тройна заплаха | 12:30 |
| 6                                                                                     | Адам Пейдж поб. Джими Хавък, Джънгъл Бой (с Лучазоръс) и Максуел Джейкъб Фридман                                                           | Фатална четворка | 10:50 |
| 7                                                                                     | Коуди Роудс (с Бранди Роудс) срещу Дарби Алин приключва при времево равенство                                                              | Индивидуален мач | 20:00 |
| 8                                                                                     | The Elite (Кени Омега, Мат Джаксън и Ник Джаксън) поб. Lucha Brothers (Пентагон Джуниър и Рей Феникс) и Ларедо Кид                         | Отборен мач с шест човека | 20:50 |
| 9                                                                                     | Джон Моксли поб. Джоуи Джанела | Несанкциониран мач | 20:00 |
| - (ш) – указва шампиона/шампионите в мача - П – показва, че мача се случи преди шоуто | | |       |

## Последици
Няколко дни след Fyter Fest, реваншът между The Elite (Кени Омега, Мат Джаксън и Ник Джаксън) и Lucha Brothers (Пентагон Джуниър и Рей Феникс) и Ларедо Кид е потвърден за шоуто на AAA, Triplemanía XXVII на 3 август 2019 г.
Шон Спиърс предизвиква Коуди Роудс на All Out, мач който става официален.
Fyter Fest продължава да съществува като ежегодно лятно шоу за AEW, но вече се провежда като специални епизоди на телевизионните шоута на AEW Dynamite (2020–настояще), Rampage (2022–настояще) и Collision (2023–настояще).